# Darkestrah
Darkestrah – pagan metalowy zespół, którego członkowie pochodzą z Kirgistanu, od 2003 roku tworzący w Niemczech. Teksty utworów poruszają tematykę szeroko pojętego pogaństwa, oraz kirgiskich legend. Charakterystyczne w ich twórczości jest używanie tradycyjnych instrumentów z ich ojczyzny, np. Kyl-kyjak, Sygyt czy Temir Komuz, a także kobiecy gardłowy wokal. Dotychczas nagrali cztery pełnowymiarowe albumy, jedną EP-kę i dwa dema.

## Dyskografia
Dema
- Pagan Black Act 1999
- Through the Ashes of the Shamanic Flames 2000

EP
- The Way To Paganism 2005
- Khagan 2011

Albumy studyjne
- Sary Oy 2004
- Embrace of Memory 2005
- Epos 2007
- The Great Silk Road 2008